# Synchiropus springeri
Synchiropus springeri là một loài cá biển thuộc chi Cá đàn lia gai (Synchiropus) trong họ Cá đàn lia. Loài này được mô tả lần đầu tiên vào năm 1983.

## Từ nguyên
Danh pháp khoa học của loài cá này, springeri, được đặt theo tên của nhà ngư học Victor G. Springer.

## Phân bố và môi trường sống
S. springeri có phạm vi phân bố ở Nam Thái Bình Dương. Loài này được tìm thấy tại Fiji. S. springeri sống ở độ sâu khoảng 35 m.

## Mô tả
Mẫu vật lớn nhất của S. springeri có chiều dài cơ thể được ghi nhận là 1,8 cm, thuộc về một cá thể đực; cá mái có chiều dài cơ thể tối đa được ghi nhận là 1,4 cm.